# Kleiner Strahlensame
Der Kleine Strahlensame (Heliosperma pusillum) ist eine Pflanzenart innerhalb der Familie der Nelkengewächse (Caryophyllaceae). Er gehört zur Gattung Heliosperma und wird, da er vormals zu den Leimkräutern gezählt wurde, auch Kleines Leimkraut genannt. Der Kleine Strahlensame ist dem Felsen-Leimkraut (Atocion rupestre) sehr ähnlich, das jedoch Silikatböden bevorzugt.

## Beschreibung

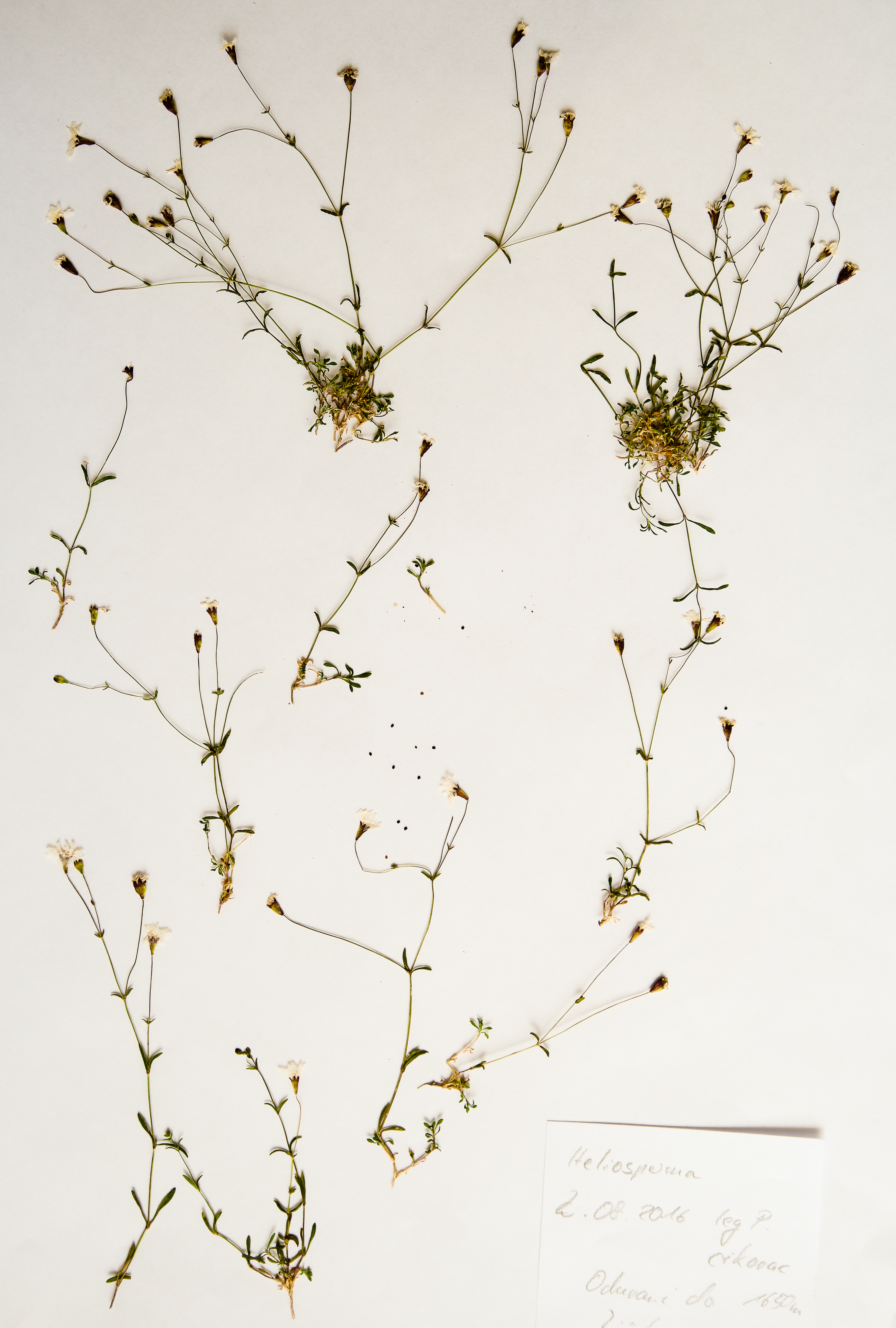
Herbarbeleg der Unterart monachorum

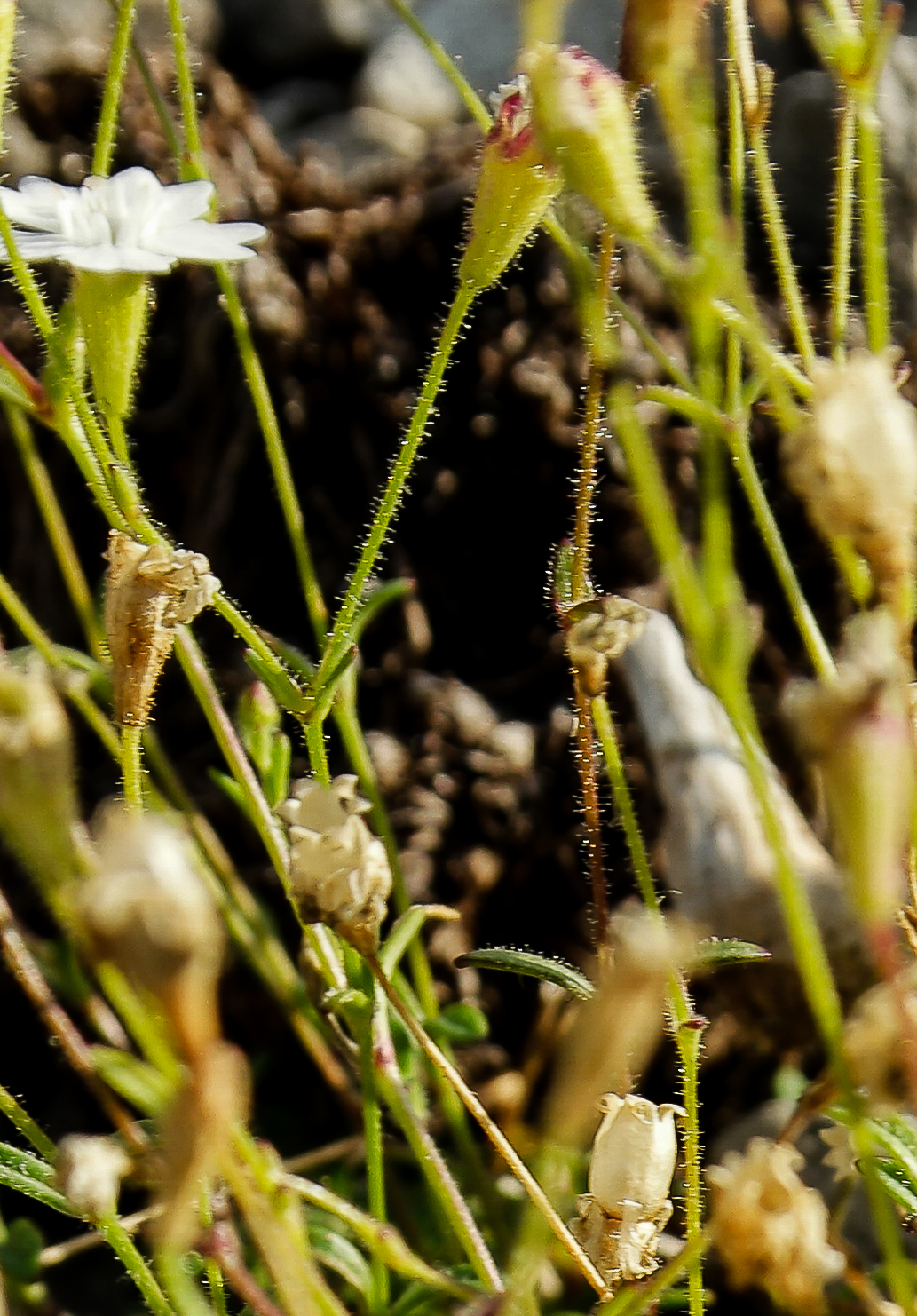
Nur bei der Unterart monachorum sind Drüsenhaare kennzeichnend. Hier eine Wildpflanze vom Naturstandort an der Jastrebica

### Vegetative Merkmale
Der kleine Strahlensame ist eine zarte, ausdauernde krautige Pflanze, meist mit kurzen, seltener mit verlängerten und in den Boden verlagerten überdauernden Sprossachsen. Die Primärwurzel ist dünn, reich verzweigt, selten sind zarte sproßbürtige Wurzeln vorhanden. Er bildet ein rasenartiges bis lockeres Polster mit höchstens 12 Zentimetern Durchmesser und 10 bis 20 Blütentrieben. Blühende Stängel sind 10 bis 20 (5 bis 35) Zentimeter, aufsteigend, sehr dünn, mehr oder weniger kahl und oben klebrig.
Die Laubblätter sind locker verteilt, die unteren klein, spatelförmig-lanzettlich, gestielt, die übrigen größer, linealisch bis linealisch-lanzettlich, am Grund bewimpert.

### Generative Merkmale

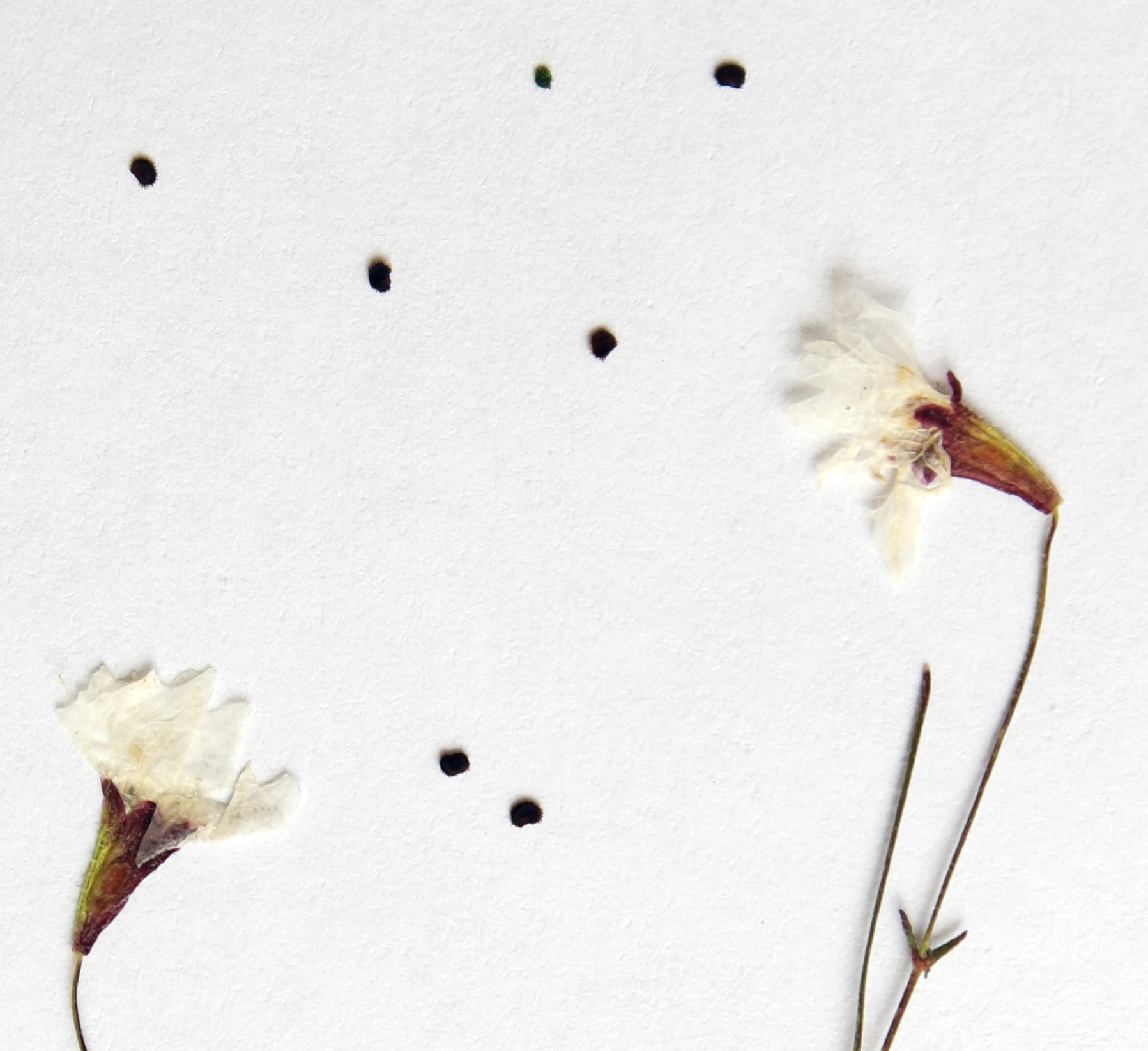
Samen

Der Blütenstand ist ein Dichasium oder Wickel, in dem meist zwei bis drei (ein bis sechs) Blüten locker verteilt sind, regelmäßig mit mehreren Kofloreszenzen. Die zwittrigen Blüten sind fünfzählig. Der Kelch ist 3–7 mm lang, kreiselförmig, kahl oder schwach drüsenhaarig, undeutlich zehnnervig; die Kelchzähne sind etwa halb so lang wie die Röhre. Die weißen, selten rosa- oder lilafarbenen Kronblätter sind 7–9 mm lang; der Nagel ist kahl, die Platte verkehrt-eiförmig, vier- oder zweizähnig. Die Nebenkrone ist etwa 1 mm lang und zweiteilig. Es sind drei oder selten fünf Griffel vorhanden.
Die Kapselfrucht ist 5–8 mm lang, nicht oder wenig aus dem Kelch hervorragend, breit eiförmig bis fast kugelig, ohne basale Septen. Der Karpophor ist kurz. Die Samen sind 1,2–1,6 mm lang, körnig rau, auf dem Rücken mit dichtstehenden, langen (1/3–1/2 des Durchmessers), strahlig abstehenden Papillen.
Die Blütezeit reicht von Juni bis September.
Die Chromosomenzahl beträgt 2n = 24.

## Verbreitung

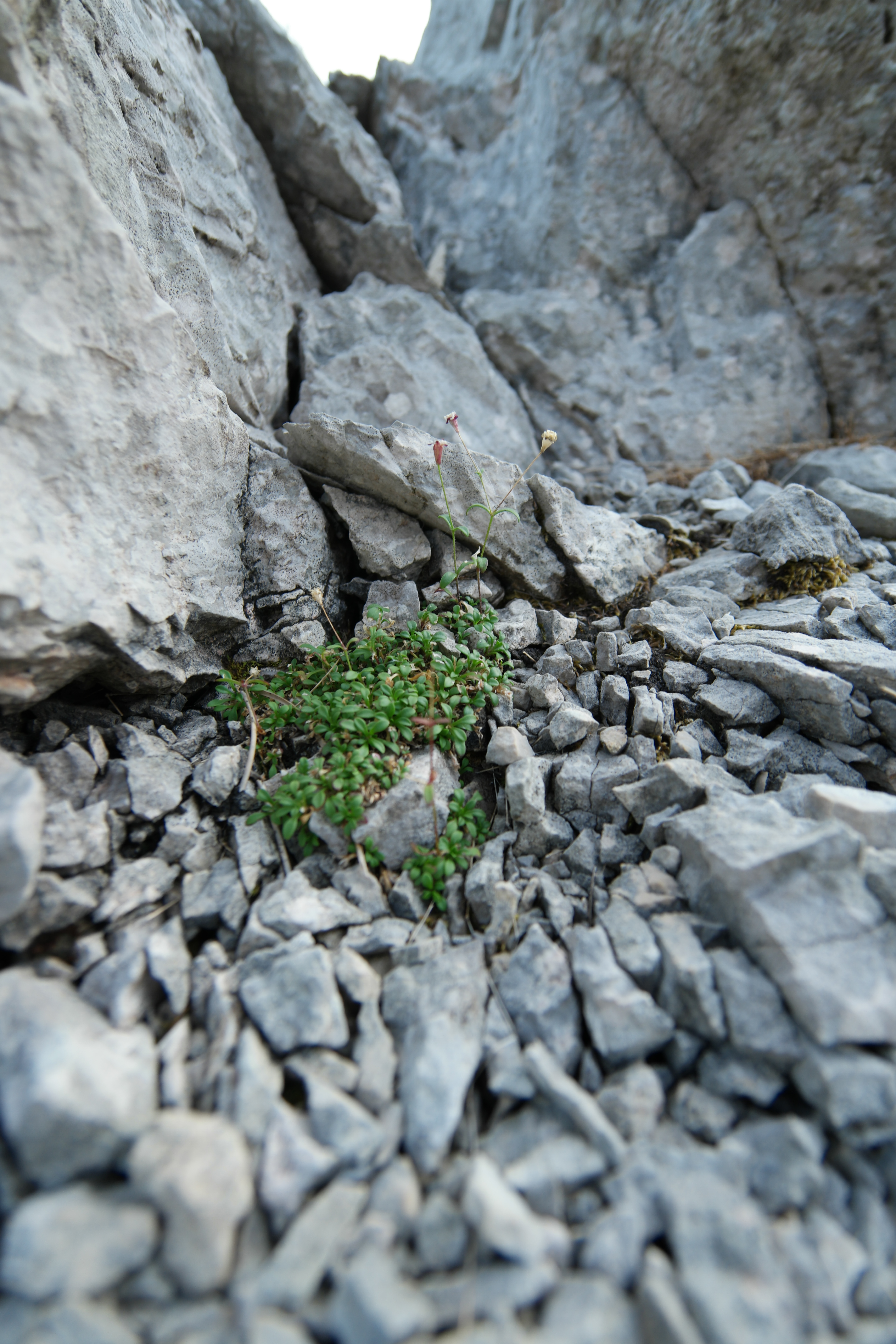
Die Unterart monachorum besiedelt in der subalpinen Stufe periglaziale Schutthalden. Im Bild vom Naturstandort, Opuvani do in der Bijela gora

Der Kleine Strahlensame ist von den Pyrenäen über die Alpen bis in die Südkarpaten verbreitet. In den Ostkarpaten kommt er jedoch nicht mehr vor. Von Nord nach Süd reicht das Verbreitungsgebiet von der Tatra bis in den Pindus. Dabei gehören die Populationen von der Neretva bis Nordgriechenland zumeist zur Unterart Heliosperma pusillum subsp. monachorum, die 2011 für Albanien und 1997 für Nord-Griechenland nachgewiesen wurde. Eine genaue territoriale Abgrenzung zu der Unterart Heliosperma pusillum subsp. albanicum ist zurzeit nicht möglich. Von Nord nach Süd steigt die Höhengrenze merklich; in Albanien wurden die Populationen in der Nemercka in Höhenlagen 2200 bis 2450 Metern beobachtet, damit liegen die Vorkommen selbst im unmittelbaren Gipfelbereich.

## Vorkommen
Der Kleine Strahlensame gedeiht an humiden Standorten auf sickerfeuchten (in tieferen Lagen stets beschatteten) Felsen, in Felsnischen, auf Felsschutt, in anmoorigen Rinnsalen, in Bachgeröll oder als Alpenschwemmling im Flusskies überwiegend auf kalk- und basenreichen Substrat oft in Moosdecken oder Moospolstern wurzelnd. In Mitteleuropa ist er zerstreut in subalpinen und alpinen Quellfluren, Quellnischen, an moorigen Rinnsalen und überrieselten Felsen auf sickernassen, kalkhaltigen, milden, humosen, tonig-lehmigen Steinböden vorkommend. Er ist eine Charakterart des Cratoneuretum falcati, kommt aber auch selten als Schwemmling im Kies der Alpenflüsse vor. Daneben in feuchten Feinschutt-Gesellschaften oder in Moosdecken oder Moospolstern wurzelnd. Charakteristisch vor allem für Kalkquellflur-Gesellschaften (Cratoneurion commutati, z. B. Cratoneuro-Arabidetum), auch in frischfeuchten Varianten von Kalkfelsspalten-Gesellschaften (Potentillion caulescentis), Kalkrasen (Caricetum ferrugineae) oder auf Humus im Legföhren-Gebüsch. In den Alpen kommt er in Höhenlagen von 1350 bis 2300 Meter vor.
Die ökologischen Zeigerwerte nach Landolt & al. 2010 sind in der Schweiz: Feuchtezahl F = 3+ (feucht), Lichtzahl L = 3 (halbschattig), Reaktionszahl R = 5 (basisch), Temperaturzahl T = 2+ (unter-subalpin und ober-montan), Nährstoffzahl N = 2 (nährstoffarm), Kontinentalitätszahl K = 2 (subozeanisch).
In den Nordwestdinariden Sloweniens und Kroatiens ist der Kleine Strahlensame eine Charakterart in Schneetälchen-Gesellschaften mit der Assoziation Drepanoclado-Heliospermetum. Unter anderen ist sie hier neben dem Laubmoos Sanionia uncinata noch mit der Stumpfblättrigen Weide wie dem Eiszeitrelikt des Weißen Silberwurz vergesellschaftet. Bei vegetationsökologischen Untersuchungen in Schneetälchen im Snežnik und dem Velebit wurde eine Präferenz des Kleinen Strahlensamens in den Gebirgsstandorten für kühl-feuchte Lagen mit besonders lang haltender Schneedecke, später Aperzeit, geringer Sonneneinstrahlung sowie tiefen Temperaturen beobachtet. Solche mikroklimatischen Standorte stellen im Liburnischen Karst unter anderen Frost-Dolinen der Hochlagen, die durch Temperaturinversion mit der Häufung von Frosttagen präferierte Standorte der Assoziation Drepanoclado uncinati-Heliospermetum pusilli Surina et Vreš 2004 sind. Die Standorte in Slowenien liegen in Höhenlagen von 1100 bis 1300 Metern und im nordwestlichen Kroatien von 1400 bis 1500 Metern. Es sind azonale Standorte in subalpinen Buchen- und Fichtenwäldern innerhalb von geschlossenen Frost-Karstdolinen, die aufgrund der Temperaturverhältnisse der subalpinen Vegetationszone zugerechnet werden.
Schneetälchen der herzegowinischen Čvrsnica zeigen neben Heliosperma pusillum auch Saxifraga prenja, Papaver kerneri, Ranunculus montanus, Saxifraga sedoides subsp. prenja und Hutchinsia alpina subsp. brevicaulis.
In den Allgäuer Alpen steigt der Kleine Strahlensame am Nordgrat des Biberkopfs in Bayern in eine Höhenlage von bis zu 2350 Meter auf.

## Krankheiten und Schädlinge
Der Kleine Strahlensame wird vom erst 2012 beschriebenen Antherenbrand Microbotryum heliospermae befallen. Dieser wandelt die Staubblätter in dunkle Sporenlager (Sori) um.

## Systematik

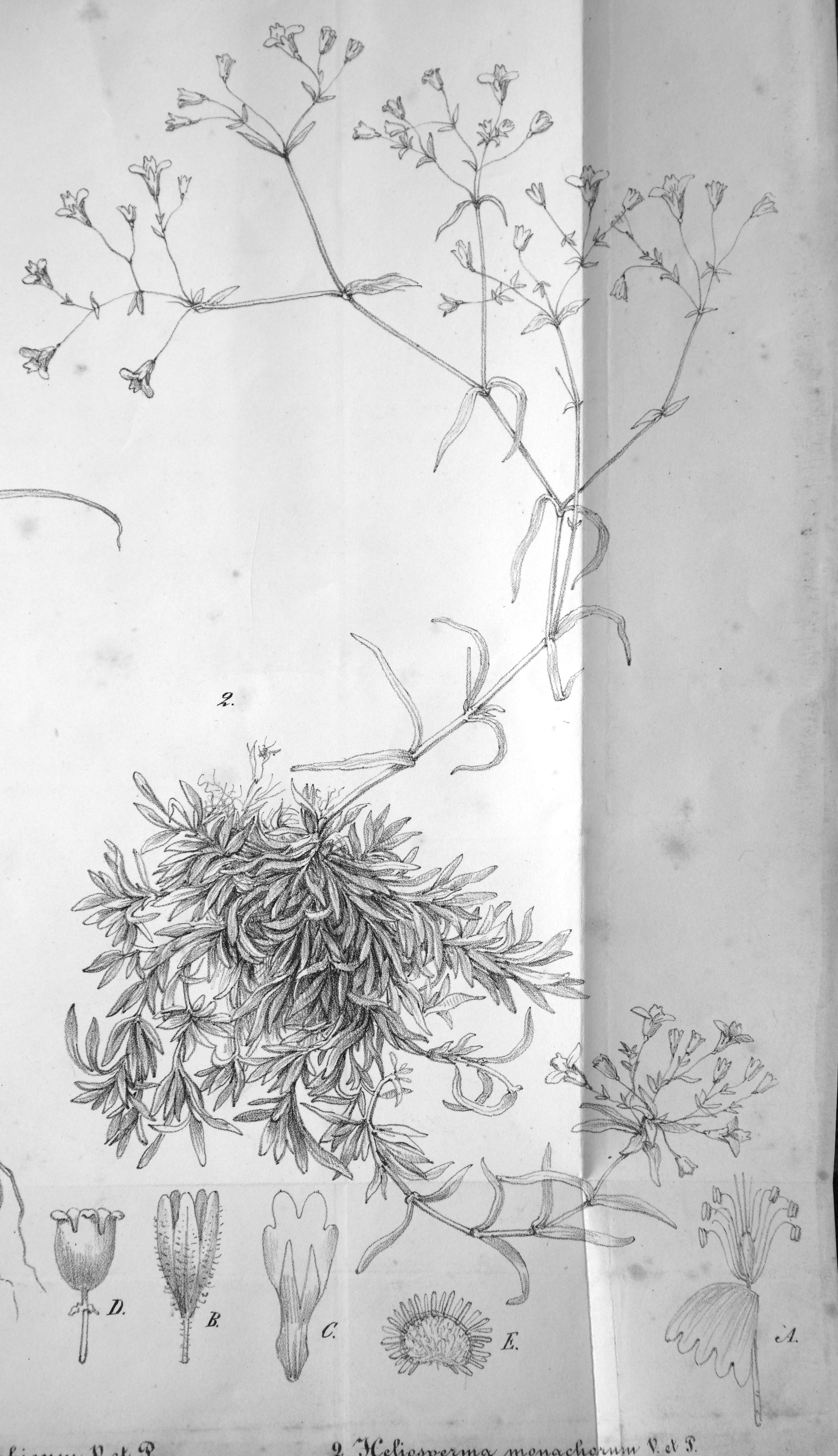
Ikonographie zu Heliosperma monachorum, Visiani et Pančić 1864

Die Erstveröffentlichung erfolgte 1812 unter dem Namen (Basionym) Silene pusilla Waldst. & Kit. in Descriptiones et Icones Plantarum Rariorum Hungariae Band 3 Seite 235 durch Franz Adam von Waldstein-Wartenberg und Pál Kitaibel. Die Art wurde 1844 von Heinrich Gottlieb Ludwig Reichenbach in Icones Florae Germanicae et Helveticae... Band 5–6 Seite 78 als Heliosperma pusillum (Waldst. & Kit.) Rchb. in die Gattung Heliosperma gestellt. Weitere Synonyme für Heliosperma pusillum (Waldst. & Kit.) Vis. sind beispielsweise: Heliosperma quadridentata auct., Ixoca pusilla (Waldst. & Kit.) Soják, Silene quadrifida auct.
Man kann folgende Unterarten unterscheiden:
- Heliosperma pusillum (Waldst. & Kit.) Vis. subsp. pusillum
- Heliosperma pusillum subsp. albanicum (K.Malý) Niketic & Stevan.: Sie kommt in Albanien, Nordmazedonien, Bulgarien und in Griechenland vor.
- Heliosperma pusillum subsp. chromodontum (Boiss. & Reut.) Niketić & Stevan.: Sie kommt in Griechenland, Bulgarien, Nordmazedonien, Albanien und in Kroatien vor.
- Heliosperma pusillum subsp. moehringiifolium (Pančić) Niketić & Stevan.: Sie kommt in Serbien und Bulgarien vor.
- Heliosperma pusillum subsp. monachorum (Vis. & Pančić) Niketić & Stevan.: Sie ist in den Südostdinariden zwischen Prenj und dem Prokletije-Gebirge verbreitet und kommt auch in Griechenland vor.

### Heliosperma pusillumsubsp.monachorum

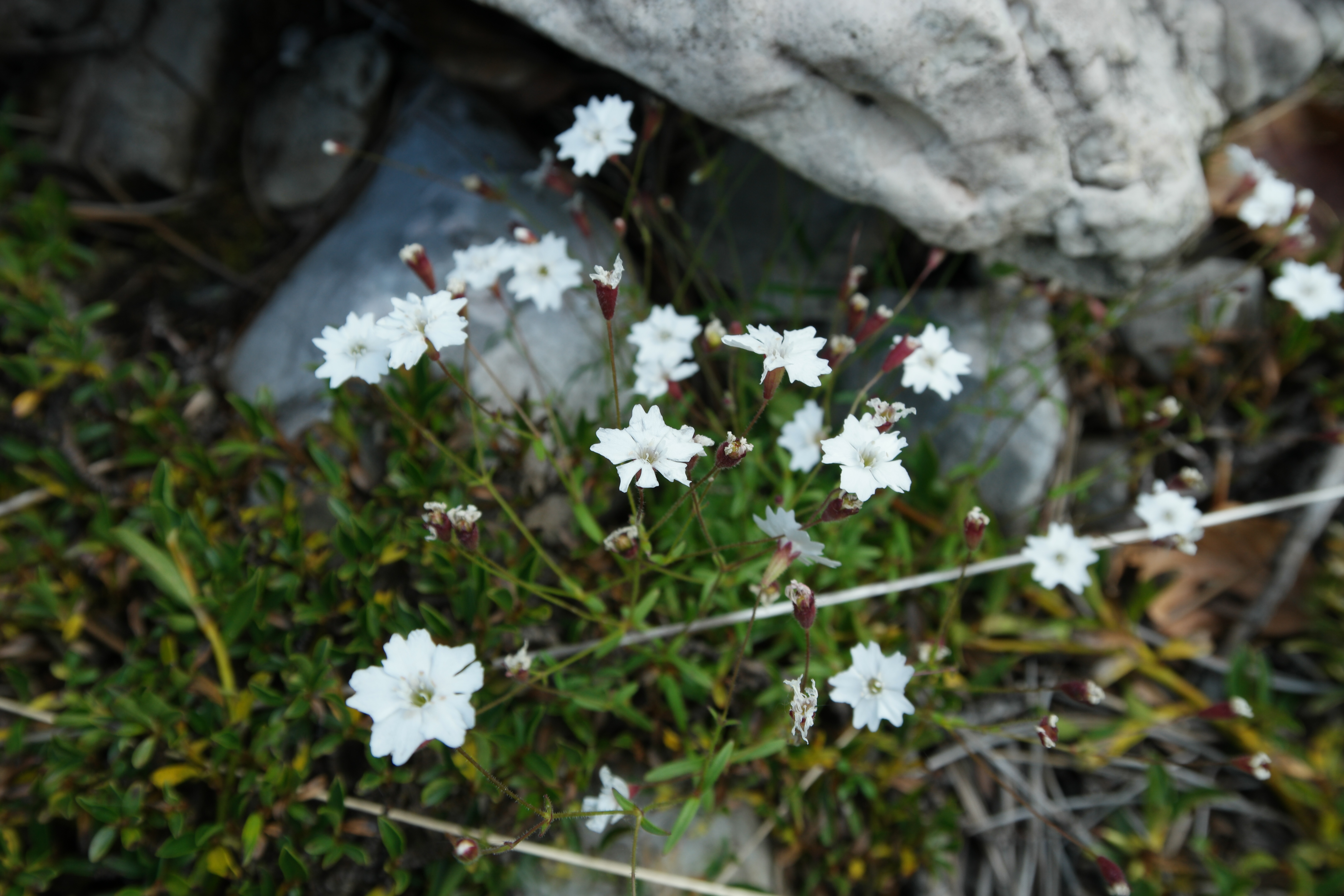
Unterart Heliosperma pusillum subsp. monachorum am Naturstandort auf der Jastrebica im Orjen-Gebirge, Montenegro

Die Unterart Heliosperma pusillum subsp. monachorum zeichnet sich durch kräftigeren Wuchs mit breiteren Grundblättern, die drüsige Behaarung und die kürzeren Papillen der Samen aus. Sie gilt insbesondere von Autoren in ihrem Verbreitungsgebiet in Serbien, Bosnien und Herzegowina und Montenegro oft als eigene Art – Heliosperma monachorum Vis. et Pančić. In diesen Beschreibungen erreicht diese polsterbildende Pflanze Wuchshöhen von 10–40 Zentimetern. Sie hat zahlreiche starre Stängel mit stark verlängerten Internodien. Die gegenständigen Laubblätter sind bei einer Länge bis zu 4 Zentimetern lang sowie einer Breite von 3 Millimetern riemenförmig bis elliptisch-länglich. Der Stängel und der Kelch sind dicht mit einzelligen Drüsenhaaren bedeckt. Der Blütenstand ist ein lockeres Dichasium oder die Blüten stehen seltener einzeln. Die Krone ist weiß mit Kranz, die Lamina ist zu 1/3 eingeschnitten mit zwei bis sechs, selten acht Zähnen. Die Papillen der Samen sind kürzer als 1/3 des Durchmessers der Samen. Die Blütezeit reicht von Juli bis September. Sie ist in Serbien und Bosnien eine Charakterart des Moehringion muscosae. Aus dem Durmitor wurde sie von Josif Pančić 1875 aus Moospolstern in Vergesellschaftung mit der Schwarzen Krähenbeere sowie der Stumpfblättrigen Weide, einer Schneetälchen-Charakterart, beschrieben.
Das Epitheton monachorum hatte Pančić nach seinem Erstfundort „fern vom Kloster“ Rača bei Derventa im heutigen Nationalpark Tara vergeben. „Monachorum“ bedeutet „den Mönchen gehörend“.

## Schutzstatus
Die Unterart Heliosperma pusillum subsp. monachorum genießt in Serbien höchsten Schutzstatus. Ihre Ausfuhr und Sammlung ist dort strengstens verboten.